# Mountain of Faith
Mountain of Faith. (яп. 東方風神録 То:хо: Фу:дзинроку) — вертикальный скролл-шутер, 10-я часть серии Touhou Project.

## Разработка
После создания Phantasmagoria of Flower View ZUN решил подождать год перед разработкой новой игры, чтобы посмотреть, уменьшится ли за это время Touhou-фэндом. Однако фэндом продолжал расти, и ZUN взялся за создание следующей части.
ZUN хотел сделать десятую игру серии несколько ностальгической для себя, поэтому в основу сюжета легли легенды Сувы, слышанные им в прошлом.
Одной из главных особенностей Mountain of Faith ZUN считает «возвращение к основам». Именно поэтому в игре нет режима Spell Practice из Imperishable Night и уникальных бомб-«карт заклинаний» для каждого играбельного персонажа. По мнению ZUN’а, возможность свободно переделывать игровую систему и убирать некоторые её элементы — преимущество любительской («додзин») продукции.

## Отзывы и реакция
Рецензентом 4Gamer.net было отмечено, что по сравнению с предыдущими частями пулевые узоры стали сложнее, в то время как их продолжительность сократилась. Акценты геймплея сместились в сторону карт заклинаний: игра поощряет использование бомб во время обычных битв, но не в ходе применения боссами карт заклинаний.
С ростом популярности «Touhou Project» увеличилось и число фанатов, приезжающих в префектуру Нагано с целью посетить храмы Сува.

## Сюжет
В храм Хакурэй приходит странный незнакомец, требующий закрыть святилище, которое в противном случае будет разрушено богом, живущим на вершине Ёкайской горы. Жрица Рэйму Хакурэй очень обеспокоена таким положением дел, так как храм играет важную роль в наблюдении за Хакурэйским барьером, отделяющим Гэнсокё от внешнего мира. Скучающая Мариса Кирисамэ видит в этих событиях возможность развеяться и потренироваться. Выбранная игроком героиня отправляется на вершину горы, чтобы встретиться с божеством, угрожающем храму разрушением.
По пути героиня сталкивается с меньшими богами и каппами, которые советуют ей повернуть назад. Тэнгу, обитающие выше, тоже обеспокоены появлением на горе нового храма. Героиня направляется к этому святилищу — храму Мория — и встречается с Санаэ Котией, которая оказывается тем незнакомцем. Санаэ представляется жрицей божества по имени Канако Ясака, цель которой — стать объектом веры всех жителей Гэнсокё. Героиня сражается с Канако и после победы убеждает ту заключить мир с тэнгу и каппами, которые, в свою очередь, признают её божеством Ёкайской горы.
По сюжету экстра-стадии до героинь доходят слухи о другом боге, обитающем в храме Мория. Они вновь отправляются на вершину горы и встречаются с настоящим божеством святилища — Сувако Морией.
ZUN уточнил в интервью, что сюжет Mountain of Faith нельзя назвать законченным. Однако будущие игры, как, например Subterranean Animism, могут опираться на открытую концовку Mountain of Faith.

## Геймплей
В Mountain of Faith используется отличная от предыдущих частей система бомб-«карт заклинаний». Возможность использовать бомбы зависит от количества энергии (англ. Power) и числа «опций» (англ. Option) — сферообразных объектах, которые перемещаются и стреляют вместе с персонажем. Как и в предшествующих играх, энергия и огневая мощь увеличиваются при сборе определённых предметов. Значения шкалы энергии варьируются от 0 до 5 и могут быть дробными. Количество опций равно целому значению шкалы и не может превышать 4. При использовании бомбы одна опция исчезает.
Другая особенность Mountain of Faith — система «очков веры» (англ. Faith Points). В нижнем левом углу игрового пространства располагается «шкала веры», в зависимости от показаний которого находится количество очков, даваемое за предметы и карты заклинаний. Полоса шкалы уменьшается каждый момент времени, но этот процесс можно приостановить стрельбой по врагам. Значения шкалы увеличиваются при сборе определённых предметов.